# Yo La Tengo
Yo La Tengo je americká rocková skupina. Skupina vznikla v roce 1984 v sestavě Ira Kaplan a Georgia Hubley. Později se ve skupině vystřídalo několik dalších hudebníků a od roku 1992 se sestava ustálila na Kaplan (zpěv, kytara), Hubley (bicí) a James McNew (baskytara). Své první album nazvané Ride the Tiger skupina vydala v roce 1986 a do roku 2015 jich vydala dalších třináct. Členové skupiny jsou rovněž autory hudby k filmům Shortbus (2006) a Zábavný park (2009).

## Diskografie
- Ride the Tiger (1986)
- New Wave Hot Dogs (1987)
- President Yo La Tengo (1989)
- Fakebook (1990)
- May I Sing with Me (1992)
- Painful (1993)
- Electr-O-Pura (1995)
- I Can Hear the Heart Beating as One (1997)
- And Then Nothing Turned Itself Inside-Out (2000)
- Summer Sun (2003)
- I Am Not Afraid of You and I Will Beat Your Ass (2006)
- Popular Songs (2009)
- Fade (2013)
- Stuff Like That There (2015)
- There's a Riot Going On (2018)
- We Have Amnesia Sometimes (2020)
- This Stupid World (2023)